# Музика Австрії

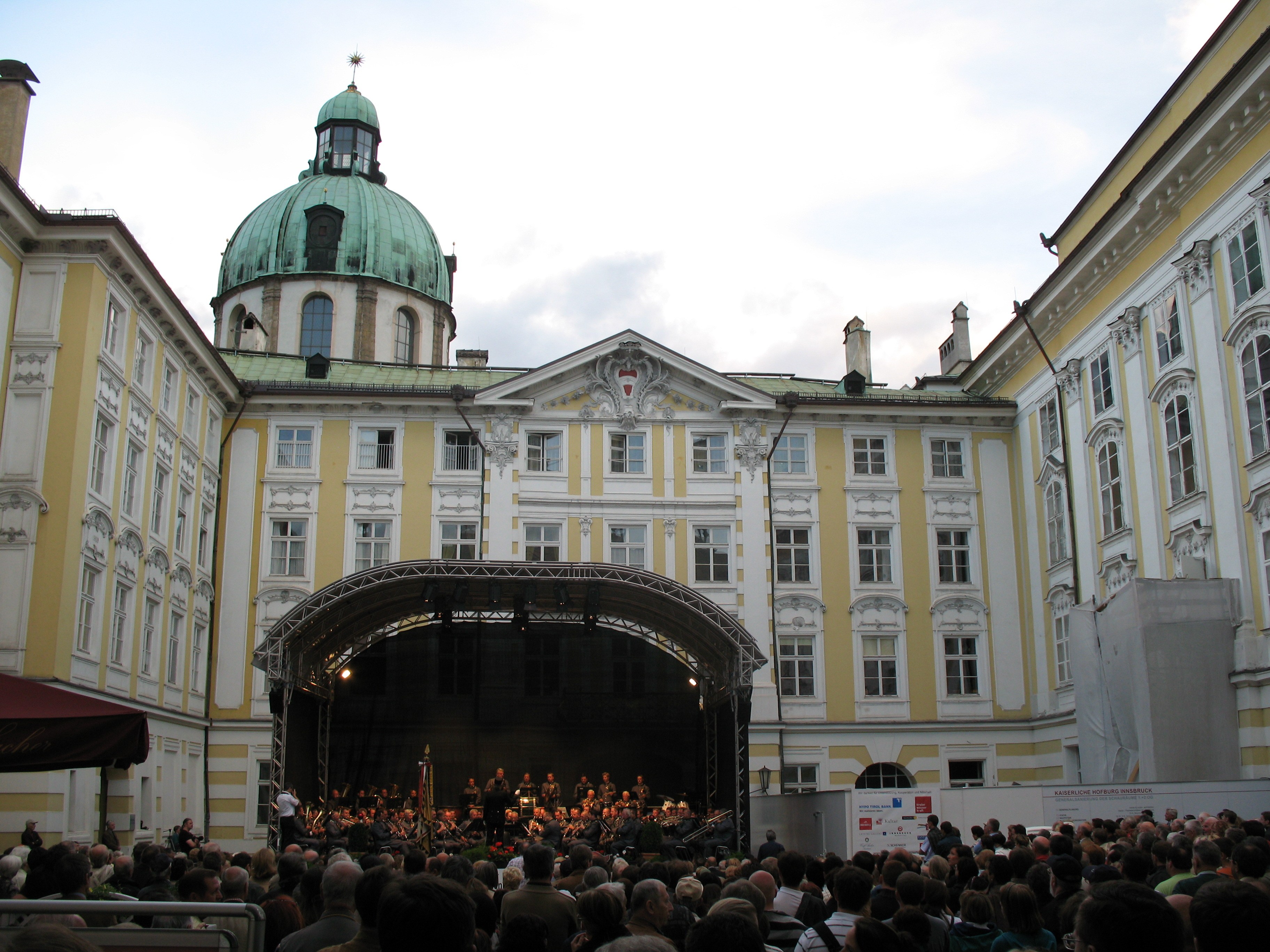
Музичний колектив грає традиційну музику в палаці Імперіал, місто Інсбрук

Відень завжди був важливим центром музичного прогресу Австрії. Композитори XVIII—XIX століть приїжджали сюди у пошуках підтримки династії Габсбургів, що зробило Відень столицею класичної музики. Йозеф Гайдн, Моцарт, Бетховен, Шуберт та Йоган Штраус II, поміж іншими, асоціювались саме із Віднем; Шуберт до того ж народився тут. Протягом періоду бароко, слов'янська та угорська народна музика сильно вплинула на розвиток австрійської. Слава Відня як культурного центру, бере початок від XVI століття, одним з основних її інструментів вважається лютня.

## Йодль
«Йодль» (або також «йодлер») — форма співу без слів, що включає швидкі і повторювані зміни висоти голосу, від грудного низького регістра голосу до високого фальцету; походить з альпійського регіону і є також притаманним для Швейцарії та півдня Німеччини. Йодль не варто плутати із «юхіцн» («juchizn») або «юхіцер» («Juchizer»), який є формою мелодійного вигуку і може переходити у йодль.

## Рок та попмузика
Фалько був найвідомішим австрійським сольним співаком у 1980-ті. Його пісня Rock Me Amadeus досягла Billboard Hot 100 у 1986 році. Раптова смерть співака у 1998-му у Домініканській Республіці знову підійняла його музику з 1980-х на вершину слави.
Хоча Австрія і не була ніколи великим експортером рок- та поп-гуртів, вона мала кілька значущих гуртів. Opus також підкорював всесвітні чарти. Найвідомішими виконавцями з Австрії, що гастролювали Європою і досягали вершин чартів, були Крістіна Штюрмер, гурт SheSays, яка гастролювала разом з Браяном Адамсом протягом його європейського туру, а також AOR і Cornerstone.
Виконавець музики в стилі дез метал, тріо Belphegor, зараз є лідерами австрійської метал-музики, окрім них також відомі Hollenthon, Pungent Stench, Abigor, Disharmonic Orchestra, Visions of Atlantis, Dornenreich, Summoning та Estatic Fear.
Крістіан Феннеж — відомий електронний виконавець з Австрії. Окрім нього, на цій ниві працюють Der Blutharsch, який грає неофолк.
Барабанщик Thomas Lang народився у Відні у 1967 році, він виступав з такими виконавцями як Роберт Фріпп, Джері Галівелл та Роббі Вільямс.
Виконавців інді-року в Австрії небагато. Один з гуртів з Відня, що гастролює світом, це Killed By 9V Batteries.
У Відні щорічно у жовтні проводиться фестиваль-конференція Waves Vienna, що збирає попвиконавців, які представляють широкій публіці свої твори.

## Сучасна класична музика
Віденський філармонічний оркестр — це всесвітньо відомий ансамбль, який часто подорожує з концертами в усьому світі. Їх Новорічний концерт у Відні, проводиться щорічно у Musikverein і є одним із найвідоміших класичних концертів Європи.

## Електронна музика
В Австрії вирує жваве життя на теренах електронної музики. Groups and artists include Parov Stelar, Kruder and Dorfmeister та Elektro Guzzi. Сцена dnb також добре розвинена, тут працюють всесвітньо відомі виконавці Camo & Krooked, Disaszt, Ill.Skillz та Mefjus.

## Neue Deutsche Härte
Neue Deutsche Härte (Нова німецька твердість) дуже популярний в Австрії та інших країнах з німецькомовним населенням. Гурти, що працюють в цьому стилі, це Rammstein (Німеччина), Stahlhammer та L'Âme Immortelle. Німецький гурт Samsas Traum тепер також працює в Австрії.